# Béni Khiar
Béni Khiar (in arabo بني خيار‎?) è una città costiera della Tunisia posta nel governatorato di Nabeul, sul promontorio di Capo Bon.
È capoluogo della delegazione omonima, che conta 35.565 abitanti.